# Dušanov Zakonik
Il Dušanov Zakonik (Душанов Законик, Codice di Dušan) è un importante documento giuridico unico fra gli stati europei contemporanei, approvato da Stefano Uroš IV Dušan in due differenti congressi, in quello di Skopje del 1349 e nel successivo di Serres del 1354.
Comprendeva più di duecento articoli, con la codificazione delle leggi tradizionali non scritte, del diritto ecclesiastico, di elementi di diritto pubblico che lo prefigurano come un'antica legge costituzionale.

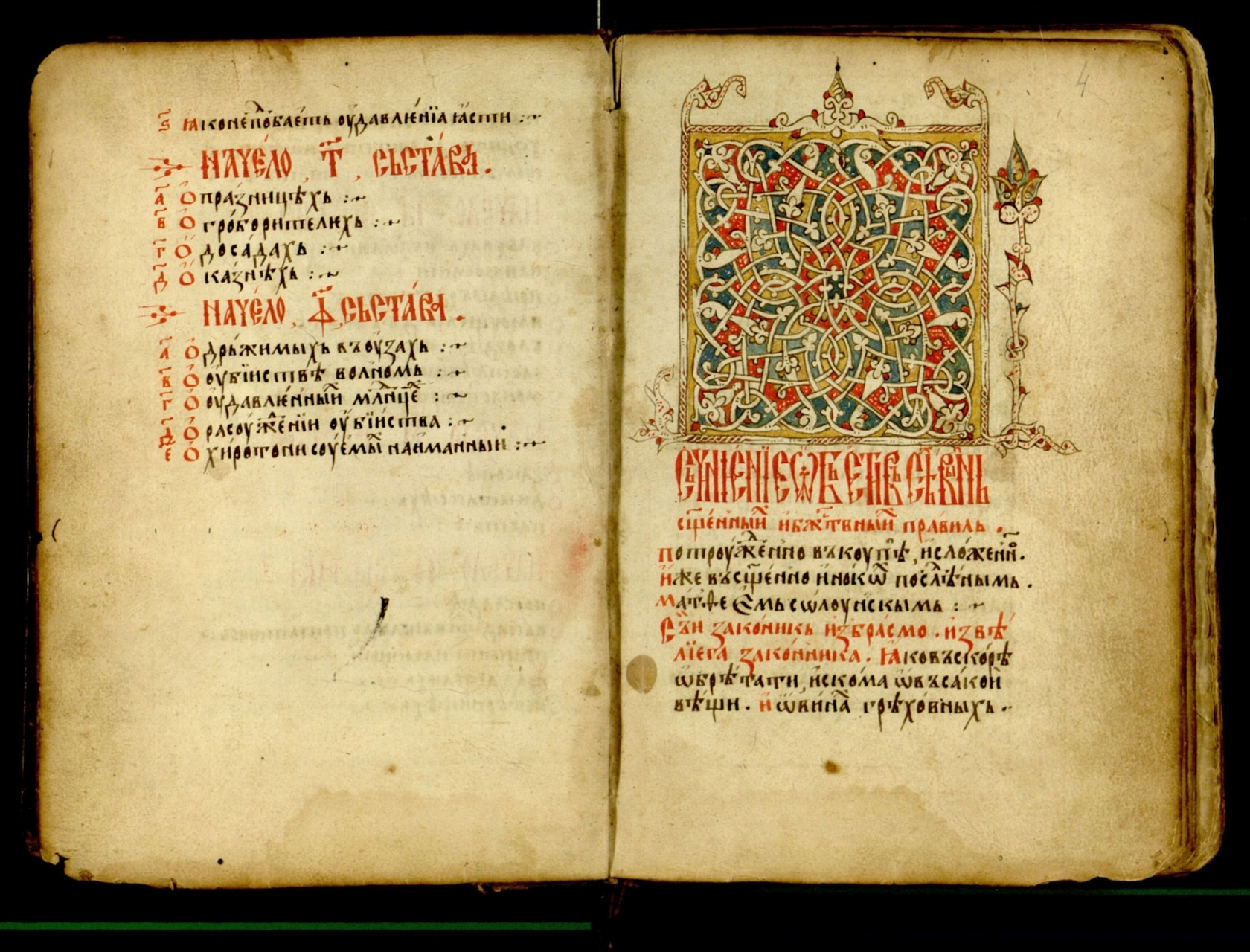
Una delle copie più antiche del Dušanov Zakonik, risalente al XV secolo. Oggi è custodita al museo Museo nazionale di Serbia di Belgrado.